# Daiki Itō
Daiki Itō (伊東 大貴?, Itō Daiki; Shimokawa, 27 dicembre 1985) è un saltatore con gli sci giapponese.

## Biografia
In Coppa del Mondo ha esordito il 13 marzo 2002 a Falun (48°), ha ottenuto il primo podio il 6 marzo 2004 nella gara a squadre di Lahti (3°) e la prima vittoria il 28 gennaio 2012 a Sapporo.
In carriera ha preso parte a quattro edizioni dei Giochi olimpici invernali, Torino 2006 (18° nel trampolino normale, 42° nel trampolino lungo, 6° nella gara a squadre), Vancouver 2010 (15° nel trampolino normale, 20° nel trampolino lungo, 5° nella gara a squadre), Soči 2014 (9º nel trampolino lungo, 3º nella gara a squadre) e Pyeongchang 2018 (20º nel trampolino normale, 6º nella gara a squadre), a otto dei Campionati mondiali, vincendo cinque medaglie, e a quattro dei Mondiali di volo.

## Palmarès

### Olimpiadi
- 1 medaglia:
  - 1 bronzo (gara a squadre a Soči 2014)

### Mondiali
- 4 medaglie:
  - 1 oro (gara a squadre mista dal trampolino normale a Val di Fiemme 2013)
  - 3 bronzi (gara a squadre a Sapporo 2007; gara a squadre a Liberec 2009; gara a squadre mista dal trampolino normale a Lahti 2017; gara a squadre a Seefeld in Tirol 2019)

### Mondiali juniores
- 1 medaglia:
  - 1 argento (trampolino normale a Schonach 2002)

### Coppa del Mondo
- Miglior piazzamento in classifica generale: 4º nel 2012
- 28 podi (17 individuali, 11 a squadre):
  - 5 vittorie (4 individuali, 1 a squadre)
  - 8 secondi posti (6 individuali, 2 a squadre)
  - 15 terzi posti (7 individuali, 8 a squadre)

#### Coppa del Mondo - vittorie
| Data            | Località    | Nazione   | Trampolino                                                          |
| --------------- | ----------- | --------- | ------------------------------------------------------------------- |
| 28 gennaio 2012 | Sapporo     | Giappone  | Ōkurayama HS134                                                     |
| 29 gennaio 2012 | Sapporo     | Giappone  | Ōkurayama HS134                                                     |
| 4 marzo 2012    | Lahti       | Finlandia | Salpausselkä HS97                                                   |
| 8 marzo 2012    | Trondheim   | Norvegia  | Granåsen HS131                                                      |
| 6 dicembre 2013 | Lillehammer | Norvegia  | Lysgårdsbakken HS100 (con Yūki Itō, Sara Takanashi e Taku Takeuchi) |

#### Summer Grand Prix
- Vincitore della classifica generale nel 2010